# Berthe Morisot
Berthe Morisot je bila francoska impresionistična slikarka, (* 14. januar 1841, Bourges, † 2. marec 1895, Pariz) in članica kroga slikarjev v Parizu, ki je postal znan kot impresionisti. Leta 1894 jo je Gustave Geffroy opisal kot eno od les trois grandes dames impresionizma, skupaj z Marie Bracquemond in Mary Cassatt.
Leta 1864 je Morisotova prvič razstavila na zelo cenjenem Salon de Paris. Salon je bil pod pokroviteljstvom vlade in ocenjevanjem akademikov, uradna letna razstava Académie des beaux-arts v Parizu. Njeno delo je bilo izbrano za razstavo v šestih naslednjih salonih, dokler se leta 1874 ni pridružila 'zavrnjenim' impresionistom na prvi samostojni razstavi, na kateri so sodelovali Paul Cézanne, Edgar Degas, Claude Monet, Camille Pissarro, Pierre-Auguste Renoir in Alfred Sisley. Potekal je v studiu fotografa Nadarja.
Morisotova je bila poročena z Eugènom Manetom, bratom svojega prijatelja in kolega Édouarda Maneta.

## Zgodnje življenje in izobraževanje
Morisotova se je rodila v Bourgesu v Franciji v premožni meščanski družini. Njen oče Edmé Tiburce Morisot je bil prefekt (višji administrator) departmaja Cher. Študiral je tudi arhitekturo na École des Beaux Arts . Njena mati Marie-Joséphine-Cornélie Thomas je bila prababica?? Jean-Honoréja Fragonarda, enega najplodovitejših slikarjev rokokoja Ancien Régime . Imela je dve starejši sestri, Yves (1838–1893) in Edmo (1839–1921), ter mlajšega brata Tiburceja, rojenega leta 1848. Družina se je leta 1852, ko je bila Morisotova še otrok, preselila v Pariz.
Za hčerke meščanskih družin je bilo običajno, da so se umetniško izobraževale, zato sta Berthe in njene sestre Yves in Edmo zasebno poučevala Geoffroy-Alphonse Chocarne in Joseph Guichard. Najprej so  začele pouk tako, da so lahko naredile risbo za očeta za njegov rojstni dan. Leta 1857 je Guichard, ki je vodil šolo za deklice v Rue des Moulins, uvedel Berthe in Edmo v galerijo Louvre, kjer sta se od leta 1858 učili s kopiranjem slik. Morisotovi niso samo prepovedali delati v muzeju brez zaščite, ampak so jima tudi povsem onemogočili formalno usposabljanje . Guichard jih je seznanil tudi z Gavarnijevimi deli.
Kot študentki umetnosti sta Berthe in Edma tesno sodelovali do leta 1869, ko se je Edma poročila z mornarskim oficirjem Adolphom Pontillonom, se preselila v Cherbourg in imela manj časa za slikanje. Pisma med sestrama kažeta ljubezenski odnos, podčrtana z Berthejinim obžalovanjem na razdaljo med njima in Edminim umikom od slikanja. Edma je v celoti podpirala Berthe pri nadaljnjem delu. Edma je zapisala: »Pogosto sem z vami v mislih, draga Berthe. V vašem studiu sem rada, če le za četrtino časa zdrsnem, da bi vdihnila tisto vzdušje, ki smo ga delile več let ...«.
Njena sestra Yves se je leta 1866 poročila s Teodorom Gobillardom, davčnim inšpektorjem, Edgar Degas jo je naslikal kot Gospa Theodore Gobillard (Metropolitan Museum of Art, New York City).
Kot kopistka v Louvru se je Morisotova srečala in sprijateljila z drugimi umetniki, kot sta Manet in Monet. Leta 1861 so jo spoznali z Jean-Baptiste-Camille Corotom, glavnim krajinskim slikarjem Barbizonske šole, ki se je izkazal tudi s figurativnim slikarstvom. Pod Corotovim vplivom je prevzela pleneristično (zunanjo) metodo dela . Do leta 1863 je študirala pri Achilleu Oudinotu. Pozimi 1863–64 je študirala kiparstvo pri Aiméju Milletu, vendar noben od njenih kipov ni Ohranjen.

## Glavna obdobja Morisotinega delovanja

### Usposabljanje, 1857–1870
Težko je izslediti stopnje Morisotinega usposabljanja in natančno povedati točen vpliv učiteljev, saj s svojim delom nikoli ni bila zadovoljna in je uničila skoraj vsa umetniška dela, ki jih je ustvarila pred letom 1869. Njen prvi učitelj Geoffroy-Alphonse Chocarne jo je učil osnov risanja. Po nekaj mesecih jo je začel poučevati Guichard. V tem obdobju je risala večinoma antične klasične figure. Ko je izrazila zanimanje za pleneristično slikanje, jo je Guichard poslal k Corotu in Oudinotu. Za slikanje na prostem je uporabila akvarele, ki jih je bilo enostavno prenašati. Takrat se je začela zanimati tudi za pastel.

### Akvarelistka, 1870–1874
Morisotovi se je v tem obdobju še vedno zdelo težko slikati oljne slike in je večinoma delala v akvarelu. Njena izbira barv je bila precej zadržana; vendar občutljivo ponavljanje odtenkov daje uravnotežen učinek. Zaradi posebnih značilnosti akvarelov kot medija je lahko ustvarila prosojno atmosfero in pernati pridih, ki sta prispevala k svežini na njenih slikah.

### Impresionizem, 1875–1885
Ker je Morisotova postala bolj samozavestna glede slikanja z oljem, je hkrati delala olje, akvarel in pastel, kot Degas. Slikala je zelo hitro, vendar je kot pripravo naredila veliko skic, tako da je lahko z enim samim čopičem naslikala »usta, oči in nos«. Naredila je nešteto študij svojih tem, ki jih je črpala iz svojega življenja, zato se je z njimi precej seznanila. Ko je postalo neprijetno slikati na prostem, so ji akvareli, pripravljeni v pripravljalnih fazah, omogočili poznejše slikanje v zaprtih prostorih.

### Preobrazba, 1885–1887
Od leta 1885 je v Morisotinih delih začelo prevladovati risanje. Aktivno je eksperimentirala z ogljem in barvnimi svinčniki. Njeno oživljajoče zanimanje za risanje so motivirali njeni prijatelji impresionisti, ki so znani po zamegljenih oblikah. Morisotova je v tem obdobju poudarila razjasnitev oblike in linij. Poleg tega sta nanjo vplivala fotografija in japonizem, prikazana v njeni kompoziciji brez jasnega središča.

### Sinteza, 1887–1895
Morisotova je začela uporabljati tehniko zlaganja in prerisovanja, da bi natančno prerisala svojo risbo na platno. Z uporabo te nove metode je lahko ustvarila kompozicije z bolj zapleteno interakcijo med figurami. Poudarila je kompozicijo in forme, medtem ko so še vedno ostale njene impresionistične poteze čopiča. Njena izvirna sinteza impresionističnega dotika s širokimi gibi in svetlobnimi odsevi ter grafični pristop jasnih linij so njena pozna dela razlikovala.

## Slog in tehnika
Morisotine slike so bile pri moških kritikih pogosto označene kot polne »ženskega šarma« zaradi  elegance in lahkotnosti. Leta 1890 je v zvezek napisala, kako se je resno borila kot umetnica: »Mislim, da še nikoli ni bilo moškega, ki bi žensko obravnaval kot enakopravno in to bi bilo vse, kar bi zahtevala, saj vem da sem vredna toliko kot oni.« Njene lahke poteze čopiča so pogosto privedle do kritikov, ki so za opis tehnike uporabili glagol effleurer (dotikati se rahlo). Morisotova je v svojem zgodnjem življenju na prostem slikala kot drugi impresionisti in iskala resnice v opazovanju . Okoli leta 1880 je začela slikati na neokrnjenih platnih - tehniki, ki sta jih Manet in Eva Gonzalès takrat tudi eksperimentirala  - in njen čopič je postal bolj ohlapen. V letih 1888–89 so njene poteze čopiča prešle iz kratkih, hitrih v dolge, zvite, ki določajo obliko . Zunanji robovi njenih slik so pogosto ostali nedokončani, kar je omogočilo, da se platno vidi skozi in poveča občutek spontanosti. Po letu 1885 je delala večinoma od predhodnih risb, preden je začela z oljnimi slikami . Hkrati je delala v oljni barvi, akvarelih in pastelnih barvah ter skicirala z različnimi risalnimi mediji. Njena dela so skoraj vedno majhna po obsegu.
S pomočjo barve je ustvarila občutek prostora in globine. Čeprav je bila njena barvna paleta nekoliko omejena, so jo kolegi impresionisti ocenili kot »virtuozno barvistko«. Običajno je uporabljala belo barvo, da bi ustvarila občutek prosojnosti, ne glede na to ali se uporablja kot čisto bela ali zmešana z drugimi barvami. Barve so v njeni veliki sliki Češnjevo drevo bolj žive, vendar se še vedno uporabljajo za poudarjanje oblike.
Navdušena nad Manetovimi risbami je uporabila minimum barve pri konstruiranju motiva. Kot odgovor na poskuse, ki sta jih izvedla Manet in Edgar Degas, je Morisotova za harmonizacijo slik uporabila komaj zatemnjeno belo. Tako kot Degas se je tudi ona na eni sliki igrala s tremi mediji hkrati: akvarel, pastel in oljne barve. V drugi polovici svoje kariere se je pri Renoirju učila tako, da je posnemala njegove motive. Zanimala se je tudi za ohranjanje ravnotežja med gostoto figur in atmosferskimi lastnostmi svetlobe.

## Subjekti
Morisotova je slikala tisto, kar je doživljala vsakodnevno. Večina njenih slik vključuje domače prizore družine, otrok, dame in rože, ki prikazujejo, kakšno je bilo življenje žensk v poznem 19. stoletju. Namesto da bi upodabljala javni prostor in družbo, je raje imela zasebne intimne prizore. To nekako odraža kulturne omejitve njenega razreda in spola v tistem času. Tako kot njena sorodnica impresionistka Mary Cassatt se je osredotočila na domače življenje in portrete, v katerih je lahko kot modele uporabljala družinske in osebne prijatelje, med njimi tudi hčerko Julie in sestro Edmo. Stenografska predstavitev njenega vsakdanjega življenja daje močno upanje, da ustavi minljiv čas. S prikazom rož je uporabila metafore za praznovanje ženskosti. Pred 1860-imi je Morisotova risala predmete v skladu s Barbizonsko šolo, preden se je obrnila na prizore sodobne ženskosti . Slike, kot je Zibelka (1872), v katerih je upodobila trenutne trende pohištva za jasli, odsevajo njeno občutljivost za modo in oglaševanje, kar bi bilo očitno njenemu ženskemu občinstvu. Njena dela vključujejo tudi krajine, vrtno opremo, prizore čolnarjenja in teme dolgčasja. Kasneje v svoji karieri je sodelovala z bolj ambicioznimi temami, kot so akti . V svojih poznih delih se je pogosto sklicevala na preteklost, da bi obujala spomin na svoje prejšnje življenje in mladost ter svoje zapuščene spremljevalce. 

## Impresionizem
Prvi nastop Morisotove na Pariškem salonu je prišel pri triindvajsetih letih, leta 1864, s sprejemom dveh krajinskih slik. Še naprej je redno razstavljala na Salonu, na splošno ugodne kritike, vse do leta 1873, leto pred prvo razstavo impresionistov. Z impresionisti je razstavljala od leta 1874 dalje, razstavo pa je spustila leta 1878, ko se ji je rodila hči .
Domnevna navezanost impresionizma na briljantno barvo, čutne površinske učinke in bežno senzorično zaznavanje je privedlo številne kritike zatrjevati, da je ta slog, nekoč predvsem bojno polje lahkomiselnih, borbenih samcev, sam po sebi ženstven in najbolj primeren za ženske šibkejših temperamentov, manjše intelektualne sposobnosti in večje senzibilnosti .
Med Morisotino razstavo leta 1874 z impresionisti, kot sta Monet in Manet, je kritik iz Le Figaroja, Albert Wolff, opozoril, da so impresionisti sestavljeni iz »petih ali šestih norcev, od katerih je ena ženska ... [katere] ženska milost se ohranja med izlivi delirijskega uma.« 
Morisotina zrela kariera se je začela leta 1872. Poiskala je občinstvo za svoje delo z zasebnim trgovcem Durand-Ruelom, ki je kupil dvaindvajset slik. Leta 1877 jo je kritik za Le Temps označil za »pravega impresionista v tej skupini« . Razstavljala se je pod svojim polnim dekliškim priimkom, namesto da bi uporabljala psevdonim ali svoje zakonsko ime . Ko se je njena spretnost in slog izboljševal, so mnogi začeli ponovno razmišljati o svojem mnenju do Morisotove. Na razstavi iz leta 1880 so jo mnogi uvrstili med najboljše, tudi kritik Le Figaroja, Albert Wolff .

## Osebno življenje
Morisotova je izhajala iz ugledne družine, hči vladnega uradnika in prababice znanega rokokojskega umetnika Jean-Honoréja Fragonarda. Svojega dolgoletnega prijatelja in kolega Édouarda Maneta je spoznala leta 1868. Morisotova se je poročila z bratom Édouarda Maneta, Eugènom Manetom leta 1874. 14. novembra 1878 je rodila svojega edinega otroka Julie, ki je pogosto pozirala svoji mami in drugim umetnikom impresionistom, vključno z Renoirjem in njenim stricem Édouardom.
Dopisovanje Morisotove in Édouarda Maneta izkazuje toplo naklonjenost, Manet pa ji je kot božično darilo podaril slikarsko stojalo. Morisotova je pogosto pozirala Manetu in obstaja več njenih portretnih slik, kot sta Repose (Portret Berthe Morisot) in Berthe Morisot s šopkom vijolic . Morisotova je umrla 2. marca 1895 v Parizu zaradi pljučnice, za katero je zbolela, ko je obiskovala podobno bolno hčerko Julie, ki je postala sirota pri 16 letih. Pokopana je bila v Cimetière de Passy.

## Galerija
- Sestri, 1869, National Gallery of Art
- Umetničina sestra ob oknu, 1869, National Gallery of Art
- Pristanišče Lorient, 1869, National Gallery of Art
- Na balkonu 1872, New York City
- Branje 1873, Cleveland Museum of Art
- Le Berceau (Zibelka), 1872, Musée d'Orsay
- Portret gospe Boursier in njene hčerke, c. 1873, Brooklyn Museum
- Obešanje perila, 1875, National Gallery of Art
- Gospa pri toaleti, 1875 The Art Institute of Chicago
- Eugène Manet otoku Wight, 1875, Musée Marmottan Monet
- Jedilnica, c. 1875 National Gallery of Art
- Poletni dan, 1879, National Gallery, London
- Zima kot ženska z mufom, 1880, Dallas Museum of Arts
- Otrok med slezenovcem, 1881, Wallraf-Richartz Museum
- Hči Julie With z varuško, c.1884, Minneapolis Institute of Art
- Umivanje (Dekle si ureja lase), 1885–86, Clark Art Institute
- Julie Manet et son Lévrier Laerte, 1893, Musée Marmottan Monet

## Portreti Morisotove
- Detail from Balkon, Édouard Manet, s portretom Berthe v ozadju, 1868
- Berthe Morisot pozira za Odmor, 1870, Édouard Manet
- Berthe Morisot na divanu, 1872, Édouard Manet
- Portrait of Berthe Morisot s pahljačo, 1874, Édouard Manet
- Portret Berthe Morisot, 1876, Marcellin Desboutin
- Portret Berthe Morisot, 1882, Édouard Manet
- Berthe Morisot au soulier rose, 1872,  Édouard Manet. Hiroshima Museum of Art
- Berthe Morisot in hči Julie Manet, 1894, Pierre-Auguste Renoir
- Berthe Morisot, 1892, Pierre-Auguste Renoir

## Umetniški trg
Morisotino delo se je prodajalo razmeroma dobro. Dve najvišji ceni je dosegla na dražbi Hôtel Drouot leta 1875, Notranjost (Mlada ženska z ogledalom) je prodala za 480 frankov, njen pastel Na trati pa za 320 frankov. Njena dela so v povprečju znašala 250 frankov, kar so bile najboljše relativne cene na dražbi.
Februarja 2013 je Morisotova postala umetnica z najvišjimi cenami, ko so sliko Po kosilu (1881), portret mlade rdečelaske s slamnatim klobukom in vijolični obleki na dražbi Christie's prodali za 10,9 milijona dolarjev. Slika je približno trikrat dosegla zgornjo oceno, ki je presegla 10,7 milijona dolarjev za skulpturo Louise Bourgeois leta 2012.

## Zapuščina
Upodobila jo je igralka Marine Delterme v francoskem biografskem TV filmu iz leta 2012 v režiji Caroline Champetier. Lik Beatrice de Clerval v filmu Elizabeta Kostove The Swan Thieves v veliki meri temelji na Morisotovi.
V članku, ki ga je 3. junija 1990 v New York Timesu napisala Anne Truitt, je bila predstavljena kot »prva impresionistka« .
Od Melisse Burdick Harmon, urednice revije Biography, »Čeprav se nam danes morda zdi nekaj Morisotinih del podobnih sladkim upodobitvam dojenčkov v zibelkah, so bila v času, ko so bile te slike izjemno intimne, saj so predmeti, povezani z dojenčki, pripadali izključno svetu žensk.« 